# Noble (moneta)
Il Noble è stata una moneta d'oro inglese, coniata per la prima volta nel 1344 da Edoardo III d'Inghilterra.
Fu coniata fino al primo regno di Enrico VI. In seguito fu sostituito prima dal ryal e poi dall'angelo.
Si tratta di monete battute al martello.
In Francia circolava per 6 sou e 8 denari tornesi.

## I tipi
I tipi rimasero praticamente invariati per tutta la vita della moneta.
Al dritto la legenda recitava EDWAR DGRA REX ANGL Z FRANC DNS HYB.
Il tipo era costituito dal re stante di fronte in una nave che naviga nel mare. Il re tiene la spada e uno scudo inquartato con gli stemmi di Francia e di Inghilterra.
Al rovescio la legenda riporta una frase del Nuovo testamento: IHC AUTEM TRANSIENS PER MEDIUM ILLORUM IBAT.
Una lettera è posta al centro di una croce più o meno elaborata.
Il tipo del dritto commemora la battaglia di Sluis, dove Edoardo batté la flotta dei francesi il 24 giugno 1340.
Anche la frase del rovescio potrebbe fare riferimento alla battaglia.

## Storia

### Edoardo III
Il noble è stata la prima moneta d'oro inglese prodotta in grandi quantità.
I precedenti erano stati il cosiddetto gold penny, un pezzo da 20 penny estremamente raro coniato da Enrico III nel 1257 ed il florin d'oro che era stato coniato da Edoardo III nel 1343.
Questa nuova moneta serviva a rendere più agevole il nuovo commercio della lana che era in fase di sviluppo in quel periodo.
L'introduzione delle monete d'oro era necessaria per adeguarsi alle nuove tendenze degli altri paesi europei. La prima moneta fu il florin, emesso nel 1343, con coni predisposti da incisori fiorentini. Il mezzo florin fu chiamato "leopard" ed il quarto fu denominato "helm". Il valore era rispettivamente di sei, tre scellini ed uno scellino e sei penny. Anche se rispettava gli standard correnti in Francia, il contenuto in oro era inferiore alle aspettative e la moneta non ebbe successo.
Di conseguenza la coniazione del florin d'oro fu interrotta e l'anno successivo fu iniziata la coniazione del noble.
Anche le monete collegate, il mezzo ed il quarto di noble, furono prodotti in grande quantità e divennero subito molto popolari.
Il valore della nuova moneta fu di sei scellini e otto penny (6/8), cioè 80 penny ossia 1/3 del pound. Nella storia di questa moneta c'è un'ampia varietà di iscrizioni, segni di zecca, ed in qualche misura, del disegno.
Questa volta il contenuto aureo corrispondeva al valore nominale e la coniazione ebbe successo.
La moneta fu introdotta con la seconda coniazione (1344-1346) di Edoardo III e la moneta ebbe il peso di 138,5 grani (9,0 grammi); durante la terza coniazione di Edoardo (1346-1351) il peso della moneta fu ridotto a 128,5 grani (8,3 g), e nella quarta coniazione (1351-1377) divenne ancora più leggero, 120 grani (7,8 g). Il diametro del noble era di 33–35 mm, il mezzo noble di 25–26 mm ed il quarto di 19–21 mm.
La terza coniazione era uguale alla seconda eccetto una "E" al centro della croce.
Durante la quarta coniazione ci furono delle novità politiche che richiesero un cambiamento della legenda. Alla salita al trono Edoardo reclamava la corona di Francia ma dopo il trattato del 1360 questa pretesa cadde e rimase solo quella sull'Aquitania. Nel 1369 il trattato fu rotto e l'indicazione di re di Francia ripristinata.

### Successori
Durante il regno di Riccardo II (1377-1399) il noble fu coniato sia alla zecca di Londra che a quella di Calais; le monete di Calais sono più rare. Le monete coniate a Calais si distinguono perché la nave ha una bandiera sulla poppa.
Esistono anche versioni della moneta che non riportano il titolo di re di Francia.
I noble prodotti durante il regno di Enrico IV (1399-1413) sono divisi in heavy coinage (coniazione pesante) di 120 grani (7,8 g) coniati fino al 1412, e light coinage (coniazione leggera) di 108 grani (7,0 g) coniati nel 1412-1413. I noble degli Enrico sono difficili da distinguere perché anche Enrico V e Enrico VI hanno coniato del noble ed a prima vista le monete sono molto simili; esistono comunque delle variazioni, in particolare nei segni di zecca che permettono di distinguerle.
Durante il periodo dell'"heavy coinage", i noble furono coniati sia a Londra che a Calais; anche in questo caso le monete di Calais si distinguono per la bandiera sulla poppa della nave.
Durante il periodo del "Light Coinage", il noble fu coniato solo a Londra.
Le monete di Enrico V (1413-1422) sono molto simili a quelle del padre, con qualche differenza tra cui l'omissione del titolo di signore d'Aquitania.
Il noble fu coniato durante il primo regno di Enrico VI (1422-1461), ma a causa della carente disponibilità di oro, furono coniate poche monete. Ci furono diverse serie sia a Londra che a Calais, ma verso la fine del regno le monete furono battute solo a Londra.
Il noble d'oro, che aveva avuto cambiamenti minimi come stile, valore e qualità dal regno di Edoardo III, fu coniato per l'ultima volta durante il primo regno Edoardo IV (1461-1470).
Il prezzo dell'oro crebbe dagli anni 1430 in poi, e ciò significò che le monete d'oro arano valutata in Europa più che in Inghilterra, con il risultato che ci fu una carenza di oro in Inghilterra dato che le monete erano esportate per speculazione.
Solo una piccola quantità di noble fu coniata durante il periodo dell'Heavy Coinage di Edoardo IV (1461-1464), a Londra.
Finalmente nell'intento di fermare la fuga delle monete verso il continente, nel 1464 il valore di tutti i noble d'oro fu portato da 6 scellini e 8 penny, (6/8 = 80 penny) a 8 shilling e 4 penny (8/4 = 100 pence) ed introdotta una nuova moneta il "Rose noble" o "Ryal".

## Rose noble
Il ryal (o rose noble) fu introdotto nel 1465 durante il primo regno di Edoardo IV (1461-1470). La nuova moneta fu resa necessaria per contenere la fuga dei noble verso la Francia. Questa nuova moneta aveva il valore di 10 shilling. Il peso era di 120 grani (7,8 g).
La vecchia moneta non fu più coniata.
Il nome di rose noble viene dal nuovo tipo del rovescio della moneta che presenta la rosa bianca degli York al centro del sole.
Quasi assieme al ryal fu introdotta anche una nuova moneta con lo stesso valore del vecchio noble, l'angel, che, introdotta nel 1464 divenne subito popolare ed importante.
Il nome di ryal fu ripreso in seguito da diversi sovrani dei Tudor (Enrico VII, Maria, Elisabetta) e da Giacomo I degli Stuart.

## Noblescozzese
La moneta fu imitata in Scozia da David II (1329-1371), con una coniazione estremamente rara.
Monete con questa denominazione furono coniate da altri monarchi scozzesi.
Inoltre una moneta d'argento chiamata noble fu coniata da Giacomo VI dal prima di accedere al trono inglese. Fu coniata per un valore di 6 scellini e 8 penny dal 1572 al 1580.
Lo stesso re coniò anche una moneta d'oro con lo stesso nome dal valore di 146s 8d nel periodo 1588-90. Recava il cardo, uno dei simboli scozzesi da cui il nome di noble al cardo (gold thistle noble).

## Nobledelle Fiandre
Monete con questa denominazione furono coniate nelle Fiandre dai duchi di Borgogna (arciduchi d'Austria). Sono anche chiamate noble di Gand o di Borgogna
Furono coniati per circolare nelle Fiandre da Filippo il Bello e da Massimiliano I assieme ai mezzi noble. Filippo il Buono ne fece coniare con il titolo di duca del Brabante. Una moneta di Filippo l'Ardito reca il titolo di duca di Borgogna e signore delle Fiandre (1384).

## Noble aux plumages
Con questo nome veniva anche chiamato il pavillon fatto coniare in Aquitania da Edoardo V d'Aquitania detto il Principe nero (1362-1376). Fu battuto alla zecca di Bordeaux nel 1364-66.

## Shakespeare
Il noble è citato più volte da Shakespeare:
- Enrico VI:

Shepard:"'Tis true, I gave a noble to the priest
The morn that I was wedded to her mother."
- Enrico V:

Nym: "I shall have my eight shillings I won of you at betting?"
Pistol: "A noble shalt thou have, and present pay;"
- Riccardo III:

Gloucester: "...
That scarce, some two days since, were worth a noble".